# Rainford Kalaba
Rainford Kalaba (* 14. August 1986 in Mufulira) ist ein sambischer Fußballspieler. Kalaba gewann mit der sambischen Nationalmannschaft 2012 den Afrika-Cup, mit Tout Puissant Mazembe gewann er neun Mal die kongolesische Meisterschaft, einmal die CAF Champions League und zwei Mal den CAF Confederation Cup.

## Karriere

### Vereins
Kalaba stieg 2004 mit Afrisports in die Zambian Premier League auf und wechselte im Sommer 2005 auf Leihbasis zum französischen Klub OGC Nizza. Dort kam er nur vereinzelt zu Einsätzen in der Reservemannschaft und Nizza nahm nach einer Saison von einer weiteren Verpflichtung des Mittelfeldspielers Abstand.
Zurück in Sambia spielte er bei ZESCO United, da sein Stammverein Afrisports am Ende der Saison 2005 wieder in die zweite Liga absteigen musste. 2007 stieg Kalaba zum überragenden Spieler der sambischen Liga auf. Er führte 21-jährig ZESCO mit dem Gewinn der nationalen Meisterschaft und zwei der bedeutendsten Pokalwettbewerbe zum nationalen Triple. Mit 13 Saisontreffern war er zugleich bester Torjäger und wurde am Ende des Jahres auch zu Sambias Fußballer des Jahres gewählt.
Im März 2008 unterschrieb er einen Fünf-Jahres-Vertrag beim portugiesischen Erstligisten Sporting Braga, wurde aber zunächst für ein Jahr an den Zweitligisten Gil Vicente FC verliehen. Afrisports, das weiterhin die Transferrechte besaß, soll etwa 100.000 Euro als Ablösesumme erhalten haben.

## Nationalmannschaft
Seit seinem Debüt im Jahre 2005 ist Kalaba eine feste Größe in der sambischen Nationalmannschaft. 2006 gewann er mit dem Nationalteam die regionalen Wettbewerbe der COSAFA und CECAFA. 2006 und 2008 gehörte er auch zum sambischen Aufgebot für den Africa Cup of Nations, scheiterte aber mit Sambia in beiden Austragungen bereits in der Vorrunde. Im Jahr 2010 schied er mit dem Nationalteam im Viertelfinale aus, 2012 wurde Rainford Kalaba mit Sambia Afrikameister. Am 10. Juni 2017 bestritt er sein 100. Länderspiel.

## Erfolge

### Vereine
- Zambian Premier League: 2007
- Zambian Cup: 2006
- Zambian Coca Cola Cup: 2007
- Zambian Charity Shield: 2007

### Nationalmannschaft
- CECAFA-Cup: 2006
- COSAFA-Cup: 2006
- Afrikameister: 2012

## Auszeichnungen
- Sambias Fußballer des Jahres: 2007
- Torschützenkönig der Zambian Premier League: 2007 (13 Tore)

## Verkehrsunfall
Kalaba war am 13. April 2024 als Beifahrer in einen Verkehrsunfall nahe Kafue verwickelt, als ein PKW frontal mit einem LKW zusammenstieß. Während die Fahrerin des PKWs an der Unfallstelle starb, wurde Kalaba in kritischem Zustand in das University Teaching Hospital in Lusaka eingeliefert.